# Gmina Olszówka
Olszówka ist ein Dorf und Sitz der gleichnamigen Landgemeinde in Polen. Der Ort liegt im Powiat Kolski der Woiwodschaft Großpolen.
In Olszówka wurde ein slawischer Helm aus dem frühen Mittelalter (10. Jahrhundert) gefunden.

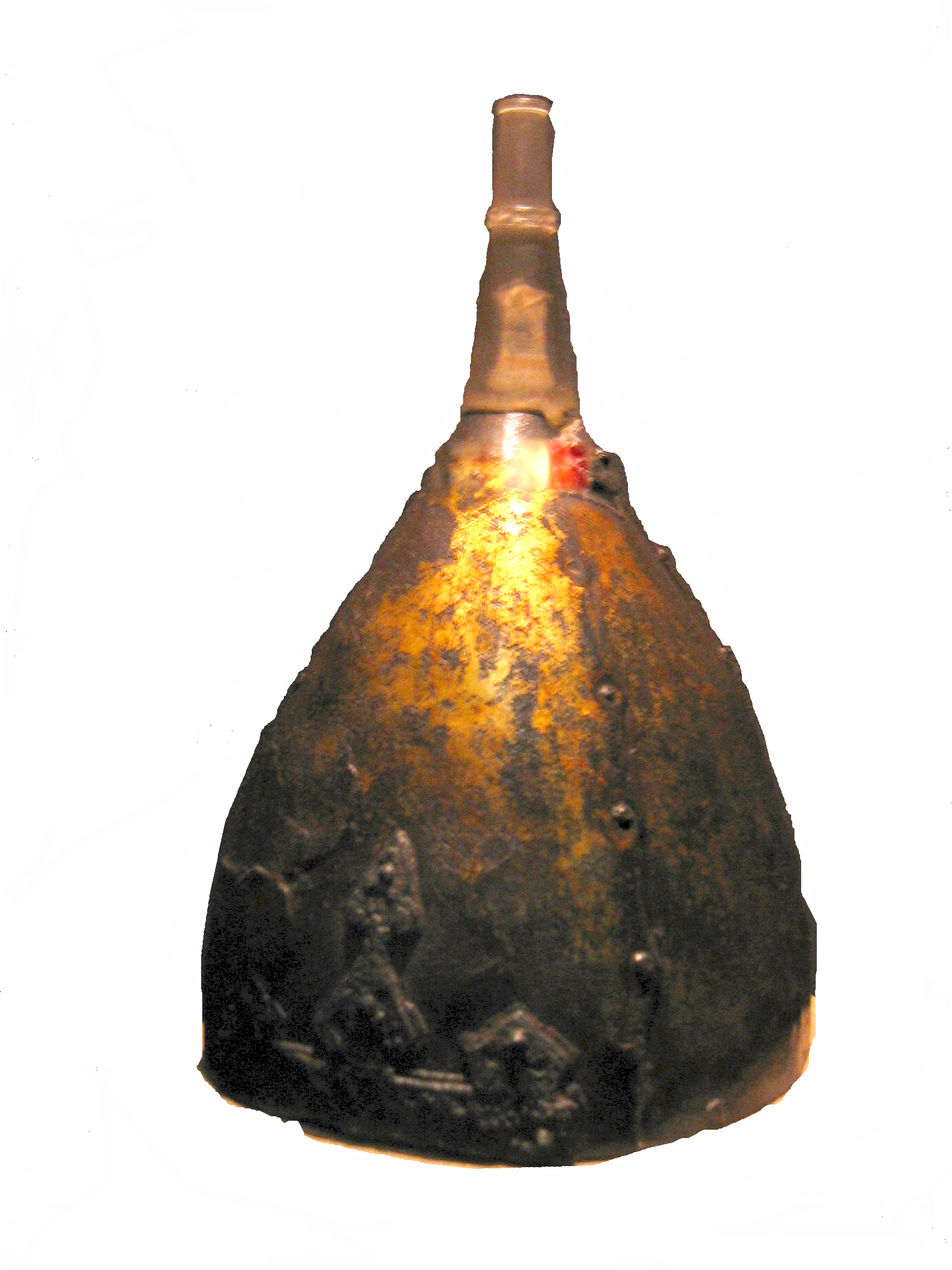
Slawischer Helm aus Olszówka

## Verkehr
Der Dienstbahnhof Ponętów an der Bahnstrecke Chorzów–Tczew liegt im Gemeindegebiet.

## Gemeinde
Zur Landgemeinde Olszówka gehören weitere Dörfer mit einem Schulzenamt.
| Olszówka 1943–1945 Erlau Adamin 1943–1945 Adamsfeld Dębowiczki Drzewce 1943–1945 Rodau Głębokie 1943–1945 Tiefental Grabina Krzewata 1943–1945 Wattau | Łubianka 1943–1945 Libau Młynik Mniewo 1943–1945 Grünfeld Nowa Wioska 1943–1945 Hoppen Ostrów 1943–1945 Schärfingen Ponętów Górny Drugi 1943–1945 Rießdorf Ponętów Górny Pierwszy 1943–1945 Althürden | Przybyszew 1943–1945 Kömmlingen Szczepanów 1943–1945 Steffendingen Tomaszew 1943–1945 Tondern Umień 1943–1945 Umecke Zawadka 1943–1945 Schöntal Złota 1943–1945 Güldendorf |